# Orotrechus
Orotrechus is een geslacht van kevers uit de familie van de loopkevers (Carabidae). De wetenschappelijke naam van het geslacht is voor het eerst geldig gepubliceerd in 1913 door J. Muller.

## Soorten
Het geslacht Orotrechus omvat de volgende soorten:
- Orotrechus caranthiacus Mandl, 1940
- Orotrechus cavallensis Jeannel, 1928
- Orotrechus dallarmii Daffner, 1987
- Orotrechus euganeus Pace, 1974
- Orotrechus fabianii Gestro, 1900
- Orotrechus fiorii Alzona, 1899
- Orotrechus forojulensis Busulini, 1959
- Orotrechus gigas Vigna Taglianti, 1981
- Orotrechus giordanii Agazzi, 1957
- Orotrechus globulipennis Schaum, 1860
- Orotrechus gracilis Meggioiano, 1961
- Orotrechus haraldi Daffnan, 1990
- Orotrechus holdhausi Ganglbauer, 1904
- Orotrechus jamae C. Etonti et M. Etonti, 1979
- Orotrechus lucensis Scheibel, 1935
- Orotrechus mandriolae Ganglbauer, 1911
- Orotrechus messai J. Muller, 1913
- Orotrechus montellensis Agazzi, 1956
- Orotrechus muellerianus Schatzmayr, 1907
- Orotrechus novaki Mlejnek, J. Moravec & Udrzal, 1994
- Orotrechus pavionis Maggiolaro, 1961
- Orotrechus pominii Tamanini, 1954
- Orotrechus puchneri Lebenbauer, 1998
- Orotrechus robustus Jeannel, 1928
- Orotrechus ruffoi Tamanini, 1954
- Orotrechus sabenelloi Daffner, 1983
- Orotrechus schwienbacheri Grottolo et Martinelli, 1991
- Orotrechus slapniki Drovenik, Miejnek et J. Moravec, 1997
- Orotrechus springeri J. Muller, 1928
- Orotrechus stephani J. Muller, 1913
- Orotrechus subpannonicus Daffner, 1994
- Orotrechus targionii Della Torre, 1881
- Orotrechus theresiae Casale, M. Etonti et Giachino, 1992
- Orotrechus torretassoi J. Muller, 1928
- Orotrechus venetianus Winkler, 1911
- Orotrechus vicentinus Castro, 1907
- Orotrechus winkleri Meggiolaro, 1959